# Edward Tyas Cook
Edward Tyas Cook (né le 12 mai 1857 à Brighton et mort le 30 septembre 1919) est un journaliste et auteur de biographies britannique.
Après ses études au Winchester College puis au New College (Oxford), Edward Tyas Cook renonça à terminer son droit au Inner Temple car il s'était engagé dans le journalisme.
Il entra à la Pall Mall Gazette en 1888 et y fut l'assistant de W. T. Stead afin de devenir lui-même rédacteur en chef. Il passa ensuite à la Westminster Gazette en 1893, au Daily News en 1895, puis au Daily Chronicle en 1900.
En parallèle, il écrivit de nombreuses biographies, comme celle de Florence Nightingale.
Il fut un des premiers membres de l'ordre de l'Empire britannique à sa création en 1917.